# Birgit Denk

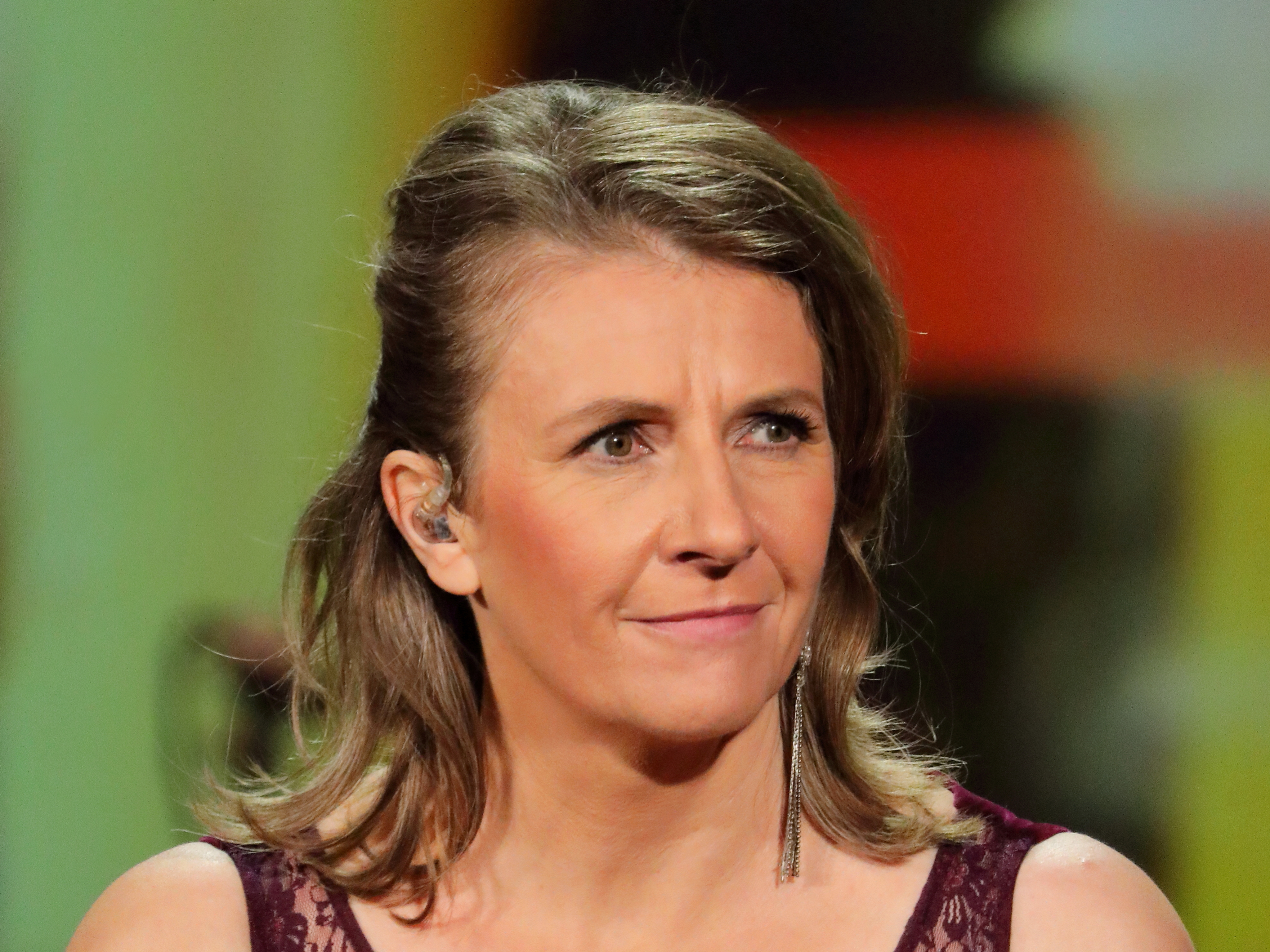
Birgit Denk (2019)

Birgit Denk (* 14. Mai 1971 in Hainburg an der Donau) ist eine österreichische Sängerin, Texterin und Moderatorin.

## Leben
Denk wurde geboren, als ihre Mutter 16 Jahre alt war. Aufgewachsen ist Birgit Denk in Bad Deutsch-Altenburg auf dem Bauernhof ihrer Großeltern. Sie absolvierte eine Ausbildung zur Sozialpädagogin am Bundesinstitut für Sozialpädagogik in Baden und war bis 2006 tätig in diesem Beruf – unter anderem in Wien-Donaustadt, in einer Wohnbetreuung für Menschen mit psychischen Störungen. Nach ihrem sozialpädagogischen Studium versuchte sie ihre Stimme am Franz Schubert Konservatorium auszubilden und nahm privaten Gesangsunterricht.
In den 90er Jahren war sie Sängerin an der Seite der Kunstfigur Kurt Ostbahn, alias Willi Resetarits. Seit 2000 ist sie Frontfrau der nach ihr benannten Band Denk und moderiert seit 2014 die Sendung DENK... mit Kultur auf ORF III.

## Politisches Engagement
Denk kommt aus einer politisch engagierten Familie jeglicher Couleur, ist auch selbst politisch aktiv und stand bei den Gemeinderatswahlen in Schwechat auf der Liste von Die Grünen – Die Grüne Alternative.

## Auszeichnungen
- 2019 Goldenes Ehrenzeichen der Stadt Hainburg an der Donau für besondere kulturelle Verdienste im Bereich Musik